# Terry Van De Ven
Terry Van De Ven (31 juli 2008) is een Belgisch voetballer met Nigeriaanse roots die onder contract staat bij RSC Anderlecht.

## Clubcarrière
Van De Ven ruilde in 2019 de jeugdopleiding van KRC Genk voor die van RSC Anderlecht. In september 2023 ondertekende hij bij laatstgenoemde club zijn eerste profcontract, dat hem tot medio 2026 aan de club verbond. Op 14 december 2024 maakte Van De Ven zijn profdebuut in het shirt van de RSCA Futures, het beloftenelftal van Anderlecht in Eerste klasse B: in de competitiewedstrijd tegen Francs Borains (0-1-nederlaag) liet trainer Jelle Coen hem in de 86e minuut invallen voor Ismaël Baouf.

## Clubstatistieken
| Seizoen         | Club            | Land            | Competitie      | Competitie | Competitie | Beker | Beker | Supercup | Supercup | Europees | Europees | Totaal | Totaal |
| Seizoen         | Club            | Land            | Competitie      | Wed.       | Dlp.       | Wed.  | Dlp.  | Wed.     | Dlp.     | Wed.     | Dlp.     | Wed.   | Dlp.   |
| --------------- | --------------- | --------------- | --------------- | ---------- | ---------- | ----- | ----- | -------- | -------- | -------- | -------- | ------ | ------ |
| 2024/25         | RSCA Futures    | Vlag van België | Eerste klasse B | 1          | 0          | —     | —     | —        | —        | —        | —        | 1      | 0      |
| Carrière totaal | Carrière totaal | Carrière totaal | Carrière totaal | 1          | 0          | 0     | 0     | 0        | 0        | 0        | 0        | 1      | 0      |

Bijgewerkt op 15 december 2024.